# Banking Act of 1935
Banking Act of 1935 är en amerikansk centralbanklag, som signerades av president Franklin D. Roosevelt den 16 juni 1933. Bakgrunden till lagens tillkomst var att USA liksom resten av världen var mitt i en finansiell härdsmälta (den stora depressionen) som startat 1929 och som lett till hårda åtstramningar och ren fattigdom i USA såväl som i Europa. I USA var arbetslösheten 25 procent och aktiemarknaden hade sjunkit med 75% sedan 1929. Bank runs var vanliga eftersom det inte fanns några insättargarantier och medborgarna därför förlorade alla sina insatta pengar om banken gick i konkurs. Lagen som Roosevelt signerade hade flera beståndsdelar, men bland annat gav den FDIC auktoriteten att fungera som sista utväg för de banker som annars skulle gå i konkurs (så kallad lender of last resort). Syftet med det systemet var att allmänheten skulle få ökat förtroende för bankerna.